# Riviste letterarie italiane del XX secolo
(Walter Benjamin, Annuncio della rivista: "Angelus Novus")

Le prime pagine di quattro fra le più note riviste del Novecento

I movimenti letterari, i fatti culturali, l'ideologia stessa del Novecento in Italia, sia sul piano letterario che politico, possono essere colti e seguiti nel loro complesso sviluppo attraverso l'articolarsi delle più rappresentative riviste del Novecento le cui premesse si possono già trovare nelle riviste di fine Ottocento.
Dalla loro analisi scaturisce chiaramente, sia il profilo dei fenomeni sociali, politici, religiosi, scientifici (non solo artistico-letterari), sia quello dei gruppi intellettuali e redazionali che li hanno animati e gestiti e dei loro singoli componenti.
Le riviste rappresentano un modo più concreto, partecipe e militante di lavorare e discutere sui temi e sui problemi che sono stati dibattuti dalla cultura del secolo procedendo dal di dentro dei fenomeni, non solo artistico-letterari, ma politici, sociali, religiosi e scientifici.

## Riviste dell'estetismo decadente
- Cronaca bizantina: fondata a Roma nel 1881 e nata come quindicinale letterario, sociale e artistico, aveva l'intento di far convivere ideologie e culture diverse, aggiornamenti letterari e pubblicità, cronache e resoconti mondani.
- La Cultura: fondata nel 1882 da Ruggiero Bonghi, passata nel 1907 alla direzione di Cesare de Lollis, diventata Nuova Cultura nel 1913 e chiusa nel 1935 dal regime fascista. Ripresa poi nel 1963 da Guido Calogero.
- Convito: fondata a Roma nel 1895, come rivista programmatica del decadentismo italiano, vi collaborano autori estetizzanti della nuova e vecchia generazione.
- Il Marzocco: nasce a Firenze nel 1896 come settimanale, dandosi subito una impronta antipositivista, simbolista, votata alla contemplazione della bellezza e al culto dell'arte per l'arte.
- Leonardo: diretta da Giovanni Papini, sorta nel 1903 per rappresentare l'estetismo filosofico e nazionalista all'alba del Novecento.
- Hermes: diretta da Giuseppe Antonio Borgese e Enrico Corradini, inizia le sue pubblicazioni nel 1904 con l'ambizione di un'ispirazione letterariamente colta sul modello di Gabriele D'Annunzio.

## Periodici del risveglio cattolico e del Modernismo
- La Rassegna nazionale: nasce a Firenze nel 1879 con carattere letterario-politico e prosegue, attraverso alterne vicende, fino al 1952.
- Rivista internazionale di scienze sociali: fondata da Giuseppe Toniolo nel 1893 a carattere politico, sociale, culturale.
- Cultura Sociale: fondata da Romolo Murri a Roma nel gennaio 1898 di carattere culturale, sociale e politico, terminata nel gennaio 1906.
- Il Rinnovamento: rivista critica fondata a Milano nel gennaio 1907 da Aiace Antonio Alfieri, Alessandro Casati e Tommaso Gallarati Scotti, terminata nel dicembre 1909.
- L'Eroica: fondata da Ettore Cozzani e Franco Oliva nel 1911 a carattere artistico e letterario, con particolare attenzione alla xilografia come strumento espressivo.

## La stampa periodica socialista
- Critica Sociale: fondata a Milano il 15 gennaio 1891 e soppressa con la legge fascista che vieta la stampa di opposizione il 16 settembre-15 ottobre 1926.
- L'Asino: fondato il 27 novembre 1892 dal socialista Guido Podrecca e dal socialista Gabriele Galantara, sospenderà definitivamente le pubblicazioni nella primavera del 1925.
- La folla: fondata a Milano e diretta da Paolo Valera dal 1901 al 1904 e dal 1912 al 1915.

## Fogli-manifesto del nazionalismo e del futurismo
- Il Regno: sorgeva il 29 novembre 1903 sotto la direzione di Enrico Corradini collaboratore del Il Marzocco e rappresentava la punta politica dello schieramento dell'intellettualità antidemocratica di quei tempi. Terminerà le pubblicazioni nel 1906.
- Poesia: venne fondata a Milano nel 1905 da Filippo Tommaso Marinetti, terminerà le pubblicazioni nel 1909.
- Lacerba: quindicinale fondato il 1º gennaio 1913, si vantava di essere una rivista senza direttore. I fondatori furono Giovanni Papini e Ardengo Soffici.
- L'Italia futurista: nasceva il 1º giugno 1916 sotto la direzione di Emilio Settimelli e Bruno Corra, terminerà le pubblicazioni il 27 gennaio 1918.

## L'idealismo de "La Critica" e le riviste vociane
- La critica: fondata da Benedetto Croce nel 1903, termina le pubblicazioni nel 1944.
- La Voce: fondata nel 1908 da Giuseppe Prezzolini, passata sotto la direzione di Giovanni Papini, ritorna a Prezzolini e termina nel 1916 con Giuseppe De Robertis.
- L'Unità: fondata e diretta da Gaetano Salvemini il 16 dicembre 1911 dopo la sua fuoriuscita dalla Voce, terminata il 30 dicembre 1920.
- La Riviera Ligure: fondata nel 1895 da Angiolo Silvio Novaro, passata sotto la direzione di Mario Novaro nel 1899, nel 1914 si avvicina alle posizioni vociane, che conserva fino alla chiusura nel 1919.

## Le riviste degli artisti
Persuasi che la guerra abbia interrotto l'andamento della realtà solamente per quanto riguarda l'ordine temporale ma che non abbia cambiato il destino dell'arte e della letteratura, Alberto Savinio, Carlo Carrà, Giorgio De Chirico, Vincenzo Cardarelli, Riccardo Bacchelli, ritenendosi i restauratori della tradizione artistica italiana, fondano due riviste romane, una di pittura e una di letteratura.
Sono questi dell'immediato dopoguerra, storicamente gli anni dell'armistizio e del diffuso risentimento provocato dai trattati di pace.
Sul piano sindacale e operaio vi era stata, il 20 settembre 1920, durante il biennio rosso, l'occupazione delle fabbriche, era nato nel 1919 il Partito Popolare e la classe dirigente liberale e giolittiana aveva crescenti difficoltà a controllare sia le forze socialiste, sia i fasci di combattimento e il nuovo Partito Fascista.
In queste condizioni, gli intellettuali di Valori plastici e de La Ronda si pongono a difesa dell'arte e della letteratura come "questione la più importante" e riaffermano il valore creativo e l'autonomia del genio.
- Valori plastici: rivista di critica artistica fondata nel 1918 da Mario Broglio con la moglie Edita e terminata nel 1921.
- La Ronda: rivista letteraria pubblicata a Roma tra il 1919 e il 1923, inizialmente diretta da un'équipe redazionale.

## Le riviste di Gobetti e di Gramsci
L'accusa fatta alla Ronda di avere appoggiato, nel rapporto tra cultura e politica, la separazione del letterati dai politici incontra su un versante assolutamente diverso l'esperienza delle riviste di Piero Gobetti Energie Nove (1918-1920), La Rivoluzione liberale (1922-1924), Il Baretti (1924-1928), nelle quali l'unione tra politica e letteratura diventa unitario.
Vi erano stati intanto i lunghi e dolorosi anni dalla guerra che avevano lasciato al mondo proletario reale consapevolezza in ordine alla lotta di classe. Per poter meglio gestire queste nuove energie e per "integrare l'attività politica ed economica come un organo di attività culturale" era necessario un terzo organo del movimento dei lavoratori da affiancare al partito e ai sindacati. A questo "terzo organo" pensa Antonio Gramsci con la rivista L'Ordine Nuovo che intende diventare il portavoce della cultura proletaria.
- Energie Nove: rivista politico-letteraria fondata a Torino da Piero Gobetti nel 1918.
- L'Ordine Nuovo: settimanale fondato il 1º maggio 1919 da Antonio Gramsci, insieme ad alcuni giovani intellettuali socialisti dell'ambiente torinese.
- La Rivoluzione liberale: seconda rivista di cultura politica di Piero Gobetti, uscita nel 1922 e terminata nel 1925.
- Il Baretti: rivista fondata da Piero Gobetti che esce come quindicinale di letteratura il 23 dicembre 1924 e termina nel dicembre del 1928.
- Il Caffè: settimanale (1924-1925) fondato da Riccardo Bauer e Ferruccio Parri.

## Riviste dell'era fascista
I periodici pubblicati nel fascismo rivelano tre fondamentali orientamenti: l'appoggio al regime; l'astensionismo politico e il ripiegamento nella pratica letteraria; la contrapposizione alla dittatura con la lotta clandestina.
- Dedalo, (1920-1931)
- Il Convegno: rivista di lettere e arti, fondata a Milano nel 1920 e diretta da Enzo Ferrieri; terminata nel 1939.
- Gerarchia: rivista ufficiale del fascismo fondata nel 1922 da Benito Mussolini e terminata nel 1940.
- Critica fascista: periodico fondato a Roma da Giuseppe Bottai nel 1923 ed edito fino al 1943.
- Le Grandi Firme: quindicinale di novelle fondato e diretto da Pitigrilli nel 1924 e chiuso nel 1939.
- Il Bargello: rivista fondata da Alessandro Pavolini nel 1929.
- Pégaso: rivista di lettere e arte fondata nel 1929 da Ugo Ojetti e terminata nel 1933.
- Convivium: rivista bimestrale di letteratura, filosofia e storia, fondata da Carlo Calcaterra nel 1929 e terminata nel 1969.
- L'Universale: rivista dei "GUF" (Gruppo Universitario Fascista) fondata nel 1931 da Berto Ricci e terminata nel 1935.
- Circoli: rivista di poesia italiana fondata a Genova da Adriano Grande nel 1931 e terminata nel 1939.
- Il Ventuno: rivista edita a Venezia nel febbraio del 1932 come "gazzetta di poesia" da un gruppo di studenti liceali e terminata nel 1940.
- Occidente: rivista letteraria trimestrale-bimestrale, sottotitolo "Sintesi dell'attività letteraria nel mondo", edita dal 1932 al 1935 e diretta da Armando Ghelardini.
- Pan: rivista di lettere, arte e musica, fondata da Ugo Ojetti nel 1933 e terminata nel 1935.
- Quadrivio: settimanale diretto da Telesio Interlandi e pubblicato dal 1933 al 1943, ha ospitato gli esordi letterari di Francesco Jovine, Carlo Bernari, Alberto Moravia, Antonio Piromalli, Ennio Flaiano[1]
- Il Bò: foglio del "GUF" di Padova, nasce nel 1935 dall'iniziativa di Ugo Marsia e Ruggero Zangrandi per terminare nel 1937.
- La Ruota: rivista mensile e bimestrale fondata nel 1937 e diretta, sino alla chiusura del 1943, da Mario Alberto Meschini.
- La difesa della razza: rivista diretta da Telesio Interlandi che vide il suo primo numero il 5 agosto 1938 e venne stampata fino al 1943.
- Lettere d'oggi, inizialmente Ansedonia: rivista letteraria fondata da Antonio Meocci, pubblicata a più riprese dal 1938 al 1947.
- Rivoluzione: rivista quindicinale fondata nel 1940 dal "GUF" di Firenze, cessata nel maggio del 1943.
- Architrave: foglio del "GUF" di Bologna nato nel 1940 come mensile di politica, letteratura ed arte e terminato nel 1942.
- Primato: rivista quindicinale di Lettere e arti d'Italia fondata a Roma da Giuseppe Bottai nel 1940 ed edita fino al 1943.

### Le riviste di Strapaese
All'indomani del delitto di Giacomo Matteotti il fascismo delle "origini", tutta azione e risoluzione, provoca manifestazioni squadristiche ed episodi difensivi che, all'insegna del movimento di Strapaese e dei suoi fogli, Il Selvaggio di Mino Maccari e L'Italiano di Leo Longanesi, programmano l'utopia dell'Italia terrigena e tradizionalista, barbara e antieuropea.
- Il Selvaggio (1927-1943)
- L'Italiano (1926-1942)

### Il novecentismo e l'europeismo
- Solaria: rivista fondata nel 1926 da Alberto Carocci, chiusa nel 1936.
- Primo Tempo, rivista fondata da Giacomo Debenedetti, Mario Gromo, Emanuele F. Sacerdote e Sergio Solmi (1922-23).
- "900", Cahiers d'Italie et d'Europe: rivista uscita nel novembre del 1926, diretta da Massimo Bontempelli e con Curzio Malaparte condirettore. Dopo qualche numero passerà in modo clamoroso nel campo opposto schierandosi con gli strapaesani della rivista Il Selvaggio.
- Prospettive: rivista fondata nel 1937 (prima serie) e diretta da Curzio Malaparte, la seconda serie chiude con il numero di dicembre 1951-gennaio 1952.

### Le riviste satiriche
- Il becco giallo: rivista fondata da Alberto Giannini, edita dal 1924 al 1931.
- Bertoldo: rivista fondata nel 1936, chiusa nel 1943.
- Omnibus: rivista settimanale fondata nel 1937, diretta da Leo Longanesi, chiusa nel 1939.
- Marc'Aurelio: rivista bisettimanale fondata nel 1931, chiusa nel 1958.

### Riviste alternative durante il regime

#### La rivendicazione dei cattolici
- Vita e Pensiero: rivista fondata il 1º dicembre 1914 a Milano dal francescano Agostino Gemelli, Ludovico Necchi e Francesco Olgiati, che si proponeva come mediatrice tra la fede e il mondo e che viene pubblicata ancora oggi come rivista dell'Università Cattolica del Sacro Cuore.
- Il Frontespizio: rivista cattolica letteraria fondata nel 1929 a Firenze da Enrico Lucarelli e conclusasi nel 1940.

#### L'arte non asservita allo Stato
- La Fiera Letteraria: fondata a Milano il 13 dicembre 1925 sotto la direzione di Umberto Fracchia; pubblicata fino al 1977.
- La Libra: rivista di Novara edita da novembre 1928 a giugno 1930, diretta da Mario Bonfantini con Mario Soldati, Enzo Giachino, Enrico Emanuelli e altri giovani.
- La riforma letteraria: mensile diretto da Alberto Carocci e Giacomo Noventa fondato nel novembre 1936 e chiuso nel giugno-settembre 1939.
- Letteratura: fondata a Firenze nel 1937 e diretta da Alessandro Bonsanti, aveva carattere trimestrale. È stata pubblicata fino al 1968.
- Campo di Marte: rivista quindicinale di azione letteraria e artistica fondata a Firenze nell'agosto del 1938, nominalmente diretta da Enrico Vallecchi ma in effetti dai redattori Alfonso Gatto e Vasco Pratolini.
- Corrente: rivista giovanile fondata a Milano nel 1938 da Ernesto Treccani.
- Lingua nostra: fondata nel 1939 da Bruno Migliorini e Giacomo Devoto
- Argomenti: rivista letteraria mensile fondata a Firenze nel 1941, diretta da Alberto Carocci e Raffaello Ramat, chiusa nello stesso anno d'esordio.

## Riviste del dopoguerra
Le riviste del dopoguerra nascono nella libertà e nella democrazia e si connotano subito per l'impegno a sostenere la nuova cultura.
Dopo il periodo del regime fascista e le prospettive allettanti che nascevano dalle scoperte di nuovi orizzonti (il marxismo, la psicoanalisi, i sistemi della grande industria, il sogno statunitense da Faulkner a Hemingway, il pensiero nazional-popolare di Gramsci, gli appunti sul materialismo dialettico di Lukàcs e l'esistenzialismo di Sartre) si producono nel 1945-50 una grande fioritura di riviste di vario interesse che chiedono all'intellettuale di aprirsi alla realtà del mondo con un dialogo che venga dal basso.
- Mercurio: mensile di politica, arte e scienze fondato a Roma nel settembre 1944 e diretto fino alla chiusura (1948) da Alba de Céspedes.
- Aretusa: fondata da Francesco Flora nel 1944, chiude con il numero di gennaio-febbraio 1946.
- Rinascita: fondata da Palmiro Togliatti nel 1944 terminerà le pubblicazioni nel 1990.
- Poesia Quaderni internazionali: rivista pubblicata a Roma dal gennaio 1945 al dicembre 1948 e diretta da Enrico Falqui.
- Prosa Quaderni internazionali: corrispondente della precedente nel settore prosa, diretta da Gianna Manzini dal luglio 1945 all'ottobre 1946.
- Il Calendario del Popolo: nato da un'idea di Giulio Trevisani nel 1945.
- Il costume politico e letterario, rivista d'ispirazione marxista, edita a Roma dal 1945 al 1950 e diretta da Velso Mucci.
- Costume: quindicinale fondato nel 1945 da Edgardo Sogno e Angelo Magliano, cessato nel 1946.
- Società: fondata a Firenze nel 1945 da Ranuccio Bianchi Bandinelli e da un gruppo di intellettuali comunisti.
- Il Ponte: mensile di politica e letteratura nato a Firenze nel 1945 da Piero Calamandrei, Alberto Bertolino, Enzo Enriques Agnoletti, Corrado Tumiati e Vittore Branca.
- Il Politecnico: fondata il 29 settembre 1945 a Milano da Elio Vittorini.
- Belfagor: rassegna bimestrale di varia umanità uscita il 15 gennaio del 1946.
- Comunità: quadrimestrale nato nel marzo 1946 per iniziativa di Adriano Olivetti.
- Letture: mensile nato a Milano nel 1946 e diretto dal gesuita Giuseppe Valentini.
- Humanitas: mensile di cultura che comincia a essere pubblicato a Brescia dal 1946.
- Il Gallo: quaderni mensili che iniziano la pubblicazione nel 1946 a Genova.
- La strada (1946-1947), diretta da Antonio Russi.
- La Rassegna d'Italia: mensile (1946-fine 1949) diretto da Francesco Flora, e dal gennaio 1949 da Sergio Solmi.
- La Nuova Europa: settimanale di politica e letteratura fondata a Roma nel 1946 da Luigi Salvatorelli.
- Cronache Sociali: rassegna quindicinale di sociologia e politica nata il 30 maggio 1947 e diretta da Giuseppe Glisenti.
- Botteghe Oscure: rivista (1948-1960) fondata da Marguerite Caetani e diretta da Giorgio Bassani.
- Mondo Operaio: rivista del Partito Socialista Italiano nata nel dicembre del 1948 come "rassegna politica settimanale" diretta da Pietro Nenni.
- Adesso: quindicinale di impegno cristiano fondato nel 1949 da don Primo Mazzolari.
- Numero - Arte e Letteratura: rivista d'arte fondata da Fiamma Vigo e Alberto Sartoris a Firenze nel 1949. Esce fino al 1953. Riprende la pubblicazione nel 1965 e 1966 con il titolo: Documenti di Numero, in fascicoli mensili.
- Paragone: mensile di arti figurative e letteratura fondato da Roberto Longhi a Firenze nel 1950.
- Letterature moderne: bimestrale fondato e diretto da Francesco Flora, pubblicato a Milano dall'Università Bocconi dal 1950 al 1962.
- L'Approdo letterario: trimestrale fondato nel 1952 a Torino che ebbe termine nel 1977.
- Nuovi Argomenti: trimestrale fondato a Roma nel 1953 da Alberto Carocci e Alberto Moravia.
- Nord e Sud: mensile di politica e cultura fondato da Francesco Compagna nel dicembre del 1954.

## Fogli di tendenza o di contestazione negli anni 1950-1960
- Cultura e realtà: rivista bimestrale fondata a Roma nel 1950 e diretta da Mario Motta, cessata con il fascicolo di marzo 1951.
- Aut aut: rivista bimestrale di filosofia e cultura nata nel 1951 per iniziativa di Enzo Paci.
- Il Mulino: rivista italiana di scienza politica, cultura e attualità fondata nel 1951 e diretta da Pier Luigi Contessi.
- Cenobio: rivista nata a Lugano nel 1952.
- Il Caffè (1953-1977): rivista fondata e diretta da Giambattista Vicari.
- Civiltà delle macchine: rivista (1953-1979) fondata da Leonardo Sinisgalli ed edita dall'IRI.
- Nuova Corrente: rivista letteraria fondata a Genova nel 1954.
- L'esperienza poetica: rivista (1954-1956) diretta da Vittorio Bodini tra Bari e Lecce.
- Officina: fascicolo bimestrale di poesia fondato nel 1955 a Bologna da Francesco Leonetti, Pier Paolo Pasolini e Roberto Roversi. Chiusa una prima volta nel 1958, cessò definitivamente nel 1959.
- Il Punto: rivista settimanale fondata a Roma nel 1956, diretta da Vittorio Calef, cessata nel 1965.
- Il Verri: rivista letteraria trimestrale fondata a Milano nel 1956 da Luciano Anceschi.
- Marsia: rivista di critica e letteratura fondata a Roma nel 1957 da Manlio Barberito, Luigi De Nardis, Alessandro Donmarco, Ariodante Marianni, Enzo Mazza. Tra i collaboratori Giovanni Giudici, Andrea Zanzotto, Sergio Solmi, Attilio Bertolucci, Vittorio Sereni.
- La Palatina: rivista di Lettere e Arti, fondata a Parma nel 1957 e chiusa nel 1966. Vi hanno collaborato, tra gli altri, Attilio Bertolucci, Giorgio Cusatelli, Giuseppe Tonna, Cesare Brandi, Mario Lavagetto, Alberto Bevilacqua, Enzo Siciliano.
- Testimonianze: rivista cattolica nata a Firenze nel 1958.
- Il Menabò: rivista letteraria senza periodicità fissa fondata a Torino nel 1959 da Elio Vittorini e Italo Calvino.
- Diogene: rivista letteraria (1959-1968) diretta da Adriano Guerrini e Gian Luigi Falabrino.

## Riviste politiche e letterarie degli anni 1960
- L'Europa letteraria: rivista bimestrale fondata nel 1960 e diretta da Giancarlo Vigorelli. Cessa le pubblicazioni nel 1965.
- Il Protagora. Rivista di filosofia e cultura fondata a Roma nel 1959 dal filosofo e partigiano Bruno Widmar
- Rendiconti: rivista bimestrale di letteratura e scienza nata a Bologna nel 1961.
- Quaderni Rossi: rivista operaista (1961-1966) diretta da Raniero Panzieri e Mario Tronti.
- Silarus: fondata nel 1961.
- La Soffitta: rivista bimestrale di lettere e arti fondata a Niscemi nel 1961, diretta da Mario Gori e Ugo Reale.
- Intelligenza: rivista di letteratura internazionale fondata nel 1962 e diretta da Juan Rodolfo Wilcock.
- Quaderni Piacentini: trimestrale fondato e diretto da Piergiorgio Bellocchio e Grazia Cherchi nel marzo del 1962 a Piacenza.
- Questo e altro: rivista di letteratura pubblicata a Milano dal luglio 1962 al giugno 1964 e diretta da Niccolò Gallo, Dante Isella, Geno Pampaloni, Vittorio Sereni.
- Giovane Critica: rivista bimestrale nata a Catania nel dicembre-gennaio 1963-1964.
- Marcatré: rivista interdisciplinare di Genova (1963-1969).
- Elsinore: mensile culturale (1963-1966) diretto da Gaspare Barbiellini Amidei.
- Angelus Novus: rivista nata nell'autunno del 1964 come trimestrale di estetica e critica a Firenze, edita da La Nuova Italia a cura di Massimo Cacciari e Cesare De Michelis che terminò le pubblicazioni nel 1971.
- Grammatica: rivista di letteratura e arte nata nel 1964 e terminata nel 1976.
- Malebolge: rivista letteraria nata nell'ambito del Gruppo 63 nel 1964 e terminata nel 1967.
- Classe operaia: rivista nata a Padova nel 1964 come "mensile politico degli operai in lotta" e diretta da Mario Tronti.
- Classe e Stato: rivista semestrale nata a Bologna nel 1965, diretta da Federico Stame.
- Nuovo impegno: bimestrale di letteratura nato a Pisa nel 1965.
- Il Corpo: rivista di poesia fondata nel 1965 da Giancarlo Majorino.
- Eco d'Italia: periodico politico letterario fondato e diretto da G.Panciroli nel 1965 a Bologna.
- Strumenti critici: quadrimestrale di critica nato nel 1966 e diretto da Cesare Segre e altri.
- Lingua e stile: fondata nel 1966 da Luigi Heilmann e Ezio Raimondi e tuttora esistente.
- Quindici: nata a Roma nel 1967 e terminata nel 1969, fu una rivista mensile di diffusione culturale di massa.
- Che fare: rivista-bollettino di critica e azione d'avanguardia nata nel maggio del 1967 e diretta da Francesco Leonetti e altri.
- Contropiano: rivista diretta da Alberto Asor Rosa e Massimo Cacciari, nata a Firenze nel luglio 1968 con il sottotitolo "materiali marxisti".
- Classe: rivista nata nel giugno 1969 a Bari sulla condizione e sulla lotta operaia.

## Riviste degli anni 1970 e degli anni 1980
- Agaragar: rivista (1970-1973) fondata e diretta da Mario Perniola.
- Periodo Ipotetico: rivista (1970-1977) fondata da Elio Pagliarani.
- Versus: rivista di semiotica fondata da Umberto Eco nel 1971.
- Quasi: fondata nel 1971 da Giuseppe Zagarrio e Giuseppe Favati.
- Le ragioni critiche: rivista di Catania fondata nel 1971.
- Fermenti: dal 1971 periodico a carattere culturale, informativo, d'attualità e costume. Fondata e diretta da Velio Carratoni.
- Resine: rivista letteraria genovese (1972-2015) diretta da Adriano Guerrini e successivamente da Vico Faggi.
- Altri Termini: quaderni internazionali di letteratura fondati a Napoli nel 1972 da Franco Cavallo. Chiude, dopo quattro serie, nel 1992.
- Tam Tam: rivista di Adriano Spatola e Giulia Niccolai, fondata nel 1972.
- Salvo imprevisti: poi dal 1993 con il nome  L'area di Broca: rivista di poesia, letteratura e conoscenza, fondata a Firenze nel 1973 e diretta da Mariella Bettarini.
- Quinta generazione: fondata nel 1973 da Giampaolo Piccari.
- Pianura: fondata nel 1974 da Sebastiano Vassalli.
- Il piccolo Hans: rivista di analisi materialistica, diretta da Sergio Finzi e fondata nel 1974.
- Anterem: rivista di Verona fondata da Flavio Ermini e Silvano Martini nel 1976.
- A/traverso: rivista fondata a Bologna nel 1976 e collegata al movimento del Settantasette.
- Niebo: rivista di poesia (1977-1980) diretta da Milo De Angelis.
- Autobus: rivista di letteratura e teatro fondata nel 1978 da Giuseppe Conte e Giorgio Manacorda.
- Alfabeta: mensile di cultura (1979-1988), con una nuova serie dal nome "Alfabeta2" ripresa nel 2010.
- In forma di parole: rivista di Reggio Emilia, nata nel 1980 e diretta da Gianni Scalia.
- Prato pagano: rivista annuale di poesia (1979-1987) diretta da Gabriella Sica, con la collaborazione di Paolo Prestigiacomo e Michelangelo Coviello.
- L'Arma propria: trimestrale fondato nel 1979 da Marco Belpoliti, Roberto Di Marco, Gianni Scalia e altri.
- Erba d'Arno: trimestrale, fondato nel 1980 festeggia i 40 anni nel 2020
- Braci: trimestrale, (1980-1984) fondato da Claudio Damiani.
- Il cavallo di Troia: trimestrale (1981-1989) diretto da Paolo Mauri.
- Il Centauro: rivista di filosofia e teoria politica fondata nel 1981.
- Laboratorio politico: rivista bimestrale fondata a Roma nel 1981 e diretta da Mario Tronti.
- Le Porte: rivista nata nel 1981, diretta da Roberto Roversi e Gianni Scalia.
- Stilb: rivista (1981-1983) fondata e diretta da Fabio Doplicher.
- Il Segnale: rivista fondata a Milano nel 1981 da Lelio Scanavini e altri.
- Lengua: rivista (1982-1994) diretta da Gianni D'Elia.
- Marka: rivista di confine, fondata nel 1982 ad Ascoli Piceno.
- Allegoria: nata nel 1983 e diretta da Romano Luperini.
- Linea d'ombra: semestrale fondato da Goffredo Fofi nel 1983.
- Abiti Lavoro: quaderni di scrittura operaia fondata da Giovanni Garancini e Sandro Sardella (1983-1993).
- Autografo: rivista di filologia (1984-2002), con una nuova serie dal 2011.
- Arenaria: quadrimestrale mediterraneo di letteratura, fondato a Palermo nel 1984.
- Testuale: rivista fondata nel 1984 da Gio Ferri, Gilberto Finzi e Giuliano Gramigna.
- Gradiva International Journal of Italian Poetry: rivista internazionale di studi italiani, fondata nel 1985 e diretta a New York da Luigi Fontanella.
- Il Bollettino della Vittoria: mensile d'arte e poesia fondato da Valerio Miroglio nel 1986.
- Semicerchio: rivista di poesia comparata, nata nel 1986.
- Molloy. Trimestrale letterario (1987-1993), fondato da Ferruccio Masini e Stefano Lanuzza.
- Clinamen: rivista (1988-1992) fondata e diretta da Mario Perniola.
- Estetica News: rivista (1988-1995) fondata e diretta da Mario Perniola.
- Poesia: rivista fondata da Nicola Crocetti nel 1988.
- Erbafoglio: rivista fondata a Cagliari nel 1988.
- La Corte di Mantova, poi dal 1991 La Corte, rivista fondata e editata a Mantova da Alessandro Gennari.
- Gheminga: rivista nata nel 1988 su iniziativa di Nadia Cavalera.
- Versodove: rivista di Bologna nata nel 1988.
- Il gallo silvestre: rivista di Siena fondata nel 1989 e diretta da Attilio Lolini e Antonio Prete.
- Micromega, rivista di politica, cultura, scienza e filosofia fondata nel 1986 e diretta da Paolo Flores d'Arcais.

## Riviste degli anni 1990
- Bollettario: quadrimestrale di scrittura e critica, fondato nel 1990 da Edoardo Sanguineti e Nadia Cavalera.
- Baldus: rivista (1990-1996) diretta da Mariano Baino, Biagio Cepollaro e Lello Voce.
- Panta: nata nel 1990, fondata da Pier Vittorio Tondelli, Alain Elkann ed Elisabetta Rasy.
- Riga: rivista monografica diretta da Marco Belpoliti, nata nel 1991.
- Keraunia: bimestrale di poesia (1991-1996).
- Ellin Selae: rivista bimestrale fondata nel 1991.
- Kamen': semestrale nato nel 1991 e diretto da Amedeo Anelli.
- L'Ortica: rivista di poesia verbo-visuale di Forlì dal 1993.
- Il Foglio Clandestino: Aperiodico Ad Apparizione Aleatoria, attivo dal 1993. Si occupa di poesia, narrativa, fotografia, saggistica, inediti. Da questa ricerca sono nate, nel 2005, le Edizioni del Foglio Clandestino [sito web EdFC http://www.edizionidelfoglioclandestino.it].
- Il semplice: rivista di prosa (1995-1997), diretta da Gianni Celati, Ermanno Cavazzoni e altri.
- Caffè Michelangiolo - Lettere Scienze Arti Cinema: rivista di discussione di Firenze, nata nel 1995 e diretta da Mario Graziano Parri.
- Atelier. Trimestrale di letteratura, poesia e critica: rivista di poesia fondata da Marco Merlin e Giuliano Ladolfi nel 1996. Numeri 1-72 (1996-2013) disponibili qui.
- Sincronie: rivista di letterature, teatro e sistemi di pensiero, nata nel 1996 e diretta da Andrea Gareffi.
- Osservatorio Letterario: bimestrale fondato a Ferrara nel 1997.
- Lo Straniero: fondata nel 1997 da Goffredo Fofi.
- Passaggi: rivista (1997-2002) di Genova.
- La Mosca di Milano: semestrale fondato da Gabriela Fantato e Annalisa Manstretta nel 1997.
- Poetiche: rivista di Bologna e Modena, diretta da Andrea Battistini, nata nel 1998.
- Letterature straniere &: rivista nata nel 1999 e diretta da Maurizio Trifone.
- Il Foglio Letterario: rivista fondata nel 1999 www.ilfoglioletterario.it